# Mao Chi-kuo
Mao Chi-kuo, né le 4 octobre 1948, est un homme politique taïwanais, Premier ministre du 8 décembre 2014 au 18 janvier 2016.